# Guestia
Guestia is een geslacht van vlinders van de familie sikkelmotten (Oecophoridae), uit de onderfamilie Oecophorinae.

## Soorten
- G. asphaltis (Meyrick, 1911)
- G. uniformis (Meyrick, 1886)